# Комай
Комай (на хърватски: Komaji) е село в Хърватия, разположено в община Конавле, Дубровнишко-неретванска жупания. Намира се на 150 метра надморска височина. Населението му според преброяването през 2011 г. е 275 души. При преброяването на населението през 1991 г. има 329 жители, от тях 319 (96,96 %) хървати, 2 (0,60 %) югославяни, 1 (0,30 %) германец, 1 (0,30 %) сърбин и 6 (1,82 %) неизвестни.

## Население
Численост на населението според преброяванията през годините:
- 1857 – 465 души
- 1869 – 441 души
- 1880 – 431 души
- 1890 – 453 души
- 1900 – 441 души
- 1910 – 439 души
- 1921 – 401 души
- 1931 – 453 души
- 1948 – 419 души
- 1953 – 429 души
- 1961 – 403 души
- 1971 – 396 души
- 1981 – 309 души
- 1991 – 329 души
- 2001 – 284 души
- 2011 – 275 души